# Vilanova de Segrià
Vilanova de Segrià è un comune spagnolo di 896 abitanti situato nella comunità autonoma della Catalogna, nella provincia di Lleida.